# Departamento de Copo
Departamento de Copo är en kommun i Argentina.   Den ligger i provinsen Santiago del Estero, i den norra delen av landet, 1 000 km norr om huvudstaden Buenos Aires.
I omgivningarna runt Departamento de Copo växer i huvudsak lövfällande lövskog. Runt Departamento de Copo är det mycket glesbefolkat, med 2 invånare per kvadratkilometer.